# Paul Bhagwandas
Paulus (Paul) Bhagwandas (30 november 1950 – Paramaribo, 9 juli 1996) behoorde tot de sergeanten die op 25 februari 1980 in Suriname een militaire coup pleegden en was ten tijde van het militaire gezag in Suriname (1980-1987) bataljonscommandant en als zodanig de derde man na Desi Bouterse en Roy Horb. Vanwege zijn wrede optreden stond hij bekend als de beul van Fort Zeelandia. Zijn bijnaam was Bakk, of Bakkie.

## Levensloop
Evenals Desi Bouterse was Bhagwandas voor zijn opleiding naar Nederland gegaan waar hij tot onderofficier werd opgeleid aan de Koninklijke Militaire School in Weert en vervolgens in Nederland als militair ging werken. Na de onafhankelijkheid van Suriname in 1975 keert hij met een aantal andere Surinaamse militairen terug naar zijn vaderland om daar te gaan werken voor de nieuwe Surinaamse Krijgsmacht (SKM).

## Staatsgreep
Met vijftien anderen pleegde Bhagwandas op 25 februari 1980 een coup in Suriname, die bekendstaat als de Sergeantencoup. Toen na de staatsgreep de onvrede onder de bevolking en intelligentsia toenam was Bhagwandas degene die begin december 1982 tijdens een bijeenkomst van militairen het woord voerde over een mogelijke actie. Hij stelde dat het noodzakelijk was iets drastisch te ondernemen om de "revolutie" te redden. In de dagen erna werd besloten een aantal opponenten van het Militair Gezag op te pakken. Bhagwandas had de leiding over de arrestaties en de internering van de opgepakte mensen in Fort Zeelandia.

## Decembermoorden
Na de arrestatie zou Bouterse hebben plaatsgenomen in zijn kantoor. Hij zou Bhagwandas opdracht hebben gegeven de gearresteerden een voor een voor hem te brengen. Bhagwandas zou aanwezig zijn geweest toen Bouterse bepaalde dat de tegenstanders afgevoerd en omgebracht moesten worden en zou zelf medeplichtig zijn geweest aan twee van de standrechtelijke executies die door Bouterse zelf zouden zijn uitgevoerd. Toen Bouterse bepaalde dat van een van de personen, vakbondsman Fred Derby, het leven moest worden gespaard zou Bhagwandas het daar niet mee eens zijn geweest, omdat de afspraak was dat iedereen omgebracht zou worden. Hij zou aanwezig zijn geweest bij de overige executies op de binnenplaats van de kazerne.

## Verklaring en overlijden
Henri Behr, broer van de vermoorde journalist Bram Behr zocht Bhagwandas vrij kort voor diens overlijden in 1996 op in zijn huis. Hij bevroeg hem over de gang van zaken en Bhagwandas erkende te hebben deelgenomen aan de moord op zijn broer. Volgens Behr verklaarde Bhagwandas tevens dat Bouterse persoonlijk aanwezig was en zelf Soerinder Rambocus en Cyrill Daal had omgebracht. Behr nam in het geheim een deel van het gesprek op en droeg de bandopname later over aan de inmiddels overleden voorzitter van de mensenrechtenorganisatie OGV (Organisatie voor Gerechtigheid en Vrede); de band is nadien echter zoekgeraakt. Bhagwandas stierf in 1996, na een langdurig ziekbed.